# René Sim Lacaze
Pour les articles homonymes, voir Lacaze.
 (mars 2013).
René Sim Lacaze, né  le 27 juillet 1901 à Paris et mort le 5 janvier 2000 à Maisons-Laffitte, était un designer de bijoux et un artiste français. Il a contribué essentiellement au développement du style Art déco.

## Vie et œuvre
René Sim Lacaze naît le 27 juillet 1901 à Paris.
Sa mère est gérante d´un atelier de couture dans la rue d'Alger où celui-ci prend un goût particulier pour la mode dès son enfance.
Avec son oncle Armand Bignon il visite de nombreux musées et découvre sa passion pour la peinture.
Un ami de la famille lui introduit au métier de joaillier ce qui lui pousse a entreprendre une formation à l'atelier parisien Mentel, maison qui collabore avec les joailliers les plus connus de l'époque: Cartier, Boucheron, Ancoc et Janésisch.
En 1921, il interrompe sa formation pour faire son service militaire. Pendant 26 mois, il intègre l'armée de l'air près de Bourges, où il travaille comme cartographe. Plus tard, il retourne à Paris et se présente chez les grands joailliers rue de la Paix et place Vendôme.
En 1923, Lacaze assure un poste chez Van Cleef & Arpels. En collaboration avec Renée Rachel Puissant, la fille d'Alfred van Cleef, il assume en 1926 la gestion artistique et créative de Van Cleef & Arpels. En ce temps des célèbres bijoux comme la boîte Minaudière, la montre Cadenas et le collier Passe-Partout voient le jour. Le duo invente la technique du serti invisible, grâce à laquelle on peut sertir des pierres précieuses sans griffes visibles.
En juin 1928, René Lacaze épouse Simone, avec laquelle il a quatre enfants. D'après son autobiographie, c'est en hommage à sa femme qu'il s'appelle dès lors René Sim Lacaze.
L'activité de René Sim Lacaze chez Van Cleef & Arpels se termine en 1941. Par la suite, il travaille pour Mauboussin et gère son propre atelier de bijoux. Il a créé des pièces pour Marlene Dietrich, Michèle Morgan, Maurice Chevalier et la duchesse de Windsor.
Retraité, Lacaze se consacre à partir de 1968 entièrement à la peinture et crée de nombreuses aquarelles. Il est mort le 5 janvier 2000 à l'âge de 98 ans.
René Sim Lacaze donne son nom au joaillier de luxe en ligne RenéSim qui est fondé en 2010 par son petit fils, Maximilian Hemmerle et son partenaire Georg Schmidt-Sailer.